# Route secondaire 11202 (Estonie)
La route Vaida–Urge (en estonien : Vaida–Urge tee) ou route 11202 est une route du comté de Harju et du comté de Rapla en Estonie.

## Description
Longue de 27 km, la route Vaida–Urge traverse les communes de Rae, Kose et Kohila.
La route commence au kilomètre 20 de la route Tallinn-Tartu-Võru-Luhamaa, à la frontière du village de Suuresta et de Vaida.
La route traverse les villages de Vaidasoo, Aruvalla, Saula, Tuhala, Tammiku, Pahkla, Angerja, Salutaguse, Urge, Vaida et Prillimäe.
La route se termine au kilomètre 27 de la route Tallinn-Rapla-Türi, dans le village d'Urge.